# Lundes
Els lundes, també balunda, luunda o ruund, són un grup humà africà originari de la República Democràtica del Congo al llarg del riu Kalanyi i que va formar l'imperi Lunda al segle XVII sota la direcció de Mwata Yamvo o Mwaant Yav, amb capital a Musumba. Des d'allí es van estendre des de Katanga a Angola oriental, al nord-oest de Zàmbia (els Kanongesha-Lunda i els ishindi-lunda) i a la vall de Luapula de Zàmbia (els Lunda oriental o Kazembe-Lunda).

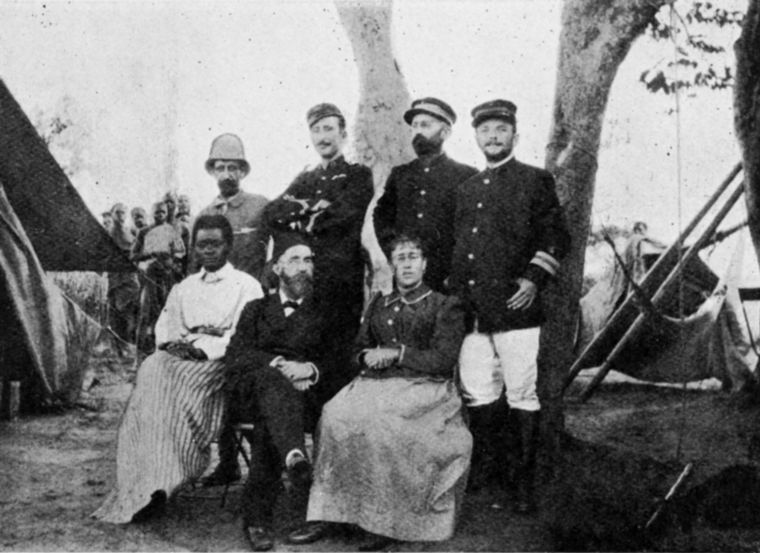
Els membres de la Comissió de Delimitació Lunda; també la Sra. Sarmento i Mrs. Grenfell

Els lunda eren aliats dels luba, i llurs migracions i conquestes van originar una sèrie de tribus com els lovale de l'alt Zambezi i els kasanje a l'alt riu Cuango d'Angola. Els lunda comprenen centenars de subgrups com els akosa, imbangala i ndembu, i sumen aproximadament 300.000 a Angola, 200.000 al Congo, i 400.000 a Zàmbia. La majoria parlen chilunda, llevat els kazembe-lunda que han adoptat el bemba de llurs veïns.
El cor del territori del poble lunda és ric en recursos naturals de rius, llacs, boscos i sabana. Els seus habitants són pescadors i agricultors pròspers. Conreen blat de moro, mill, nyam, sorgo, carbassa, fesols, moniatos, oli de palma i tabac. Els seus comerciants van contactar amb els comerciants portuguesos i àrabs-suahili d'Àfrica oriental. Van jugar un gran paper en el comerç d'esclaus i vori que provocà gran circulació de mercaderies i persones de l'Àfrica Central a les costes per a l'exportació.
Els habitants del regne Lunda creien en Nzambi com a creador suprem del món qui havia creat tot allò que tenia vida a la terra. Llur religió no s'adreçava directament a Nzambi sinó als esperits de llurs avantpassats.